# 미국-스페인 전쟁
미국-스페인 전쟁(영어: Spanish-American War, 스페인어: Guerra hispano-americana, 필리핀어: Digmaang Espanyol-Amerikano) 또는 미서전쟁(美西戰爭)은 1898년 4월부터 8월까지 쿠바 문제를 둘러싸고 미국과 스페인 간에 쿠바와 필리핀에서 벌어진 전쟁이다.
이 전쟁은 쿠바의 독립 운동이 스페인에 의해서 거부되자 이를 해결할 것을 미국이 요구하면서 시작되었다. 미국 내의 강력한 확장주의적 정서가 미국 정부로 하여금 필리핀, 푸에르토리코, 그리고 괌을 포함한 스페인의 잔존 해외 영토를 병합하도록 부추겼다. 아바나에서 일어난 혁명은 미국이 전함 메인 호를 보내 그들의 높은 국가적 관심을 보이도록 자극하였다. 메인 호의 폭발로 미국인들 사이의 긴장감이 고조되었고 스페인이 자신의 식민지를 억압하고 있다는 황색 언론은 미국의 여론을 움직였다. 전쟁은 필리핀과 쿠바에서 미국의 승리로 끝을 맺었다. 1898년 12월 10일, 파리 조약은 쿠바와 필리핀, 푸에르토 리코, 괌의 지배권을 미국에게 넘겨주었다.
노예 문제로 촉발된 내분으로 남북전쟁을 겪은 후 내부 정비와 북미 대륙 개척에 몰두하던 미국이 그 힘을 바탕으로 본격적으로 제국주의 정책을 추진하기 시작한 상징적 사건이다.

## 배경
19세기에 제창된 먼로주의는 쿠바가 스페인으로부터 독립하기 위한 투쟁을 지지하는 정치적 기초로서 작용하였다. 쿠바는 십년 전쟁 이후로, 자치권을 얻기 위해 때때로 투쟁하여 왔었다.
1895년, 쿠바의 스페인 식민지에서 스페인에 대항한 소규모 무장 봉기가 일어났다. 이 쿠바 리브레(Cuba Libre) 반란군은 미국을 포함한 외부 단체로부터 재정 지원을 받아들였다. 1896년 쿠바에 새로 부임한 발레리아노 웨일러 장군은 반란군의 보급로를 차단하고자 일반 쿠바 민중들을 반란군과 격리시키는 방법으로 반란을 진압하려고 하였다. 1897년 말, 30만명 이상의 쿠바인들이 스페인군이 지키는 집단수용소로 강제이주를 당했다. 이 수용소는 배고픔과 질병의 소굴이 되었고 10만명 이상이 목숨을 잃었다.

## 경과
1898년 1월 쿠바 아바나에서 친스페인파 애국자인 쿠바인들에 의한 소요가 발생하였다. 이들은 웨일러 장군에 비판적인 지역 신문사 세 곳의 윤전기를 파괴하였다. 이 소요 기간 동안, 미국인들이 공격을 받지는 않았지만, 아바나에 거주하는 미국인들이 생명의 위협을 받는다는 이유로, 미국 해군이 주둔하게 된다. 쿠바의 독립에 대하여 미국의 지원이 증가하자 적개심을 가진 친스페인파 쿠바인들에게 관심이 집중되었다. 미국 정부는 아바나 주재 총영사 피츠휴 리(로버트 리의 조카)에게 미국의 이익 보호를 위하여 메인 호를 파견할 것이라고 통지하였다.
1898년 1월 25일 메인 호가 아바나에 도착하였다. 그 배의 정박은 뜻하지 않게 다음달까지 이어졌다. 독립군과 스페인군 간에 전투가 계속되던 1898년 2월 15일 오후 9시 40분 아바나 항에 정박중이던 메인 호가 원인 모를 폭발을 일으켜 침몰함으로써 미 해군 266명이 사망하였다. 스페인은 그 사건의 원인을 내부 폭발로 돌렸으나, 미국은 그것이 기뢰에 의한 것이라고 보고하였다.
총 네 번의 메인 호 조사위원회가 폭발의 원인을 조사하였고 조사위원들은 각기 다양한 결론에 도달하였다. 스페인과 미국의 조사 결과도 서로 달랐다. 미국 정부는 이를 쿠바 주둔 스페인군이 일으킨 것으로 간주하고, 이를 문제 삼아 스페인에 결국 선전포고를 하게 된다. 당시 미국 내 언론들은 사건의 진상을 밝히기보다는 스페인 비방기사를 보도하며 미국과 스페인 간의 대립을 부채질하였다. 하지만, 1971년 메인호 폭발사건은 보일러실에서 일어난 사고로 스페인 군의 소행이 아님이 밝혀졌다. 1999년 내셔널 지오그래픽의 위탁에 의하여 어드밴스트 마린 엔터프라이즈(Advanced Marine Enterprises)에 의해 수행된 조사는 "기뢰가 배 바닥을 안쪽으로 굽은 구조로 만들었고 결국 배의 폭발에 이르게 되었다는 예전의 결론은 그 가능성이 좀 더 높아진 것으로 보인다."라고 결론내렸다.

### 마닐라만 전투
전쟁은 쿠바에서만 이루어진 것은 아니었다. 조지 듀이 제독이 이끄는 미국 동양 함대가 필리핀을 공격하였다. 이때 아기날도 휘하의 필리핀 독립군이 스페인군 공격에 가담하였고, 쿠바에서도 마찬가지였다. 당시 스페인은 미국이 전쟁을 일으킬 것이라는 사실을 예상하지 못하여, 전쟁에 패할 수밖에 없었다.

### 파리 조약
결국 필리핀과 쿠바 두 섬에서 미군에 밀려 패퇴를 거듭한 에스파냐는 미국과 강화를 추진하였고, 1898년 미국과 스페인 사이에서 맺어진 《파리 강화 조약》에 따라 스페인은 쿠바를 포기하고 필리핀, 괌, 푸에르토리코를 미국에 할양하고, 미국은 스페인에 2,000만 달러를 지불키로 하였다.

## 같이 보기
- 팔마스섬 사건
- 파나마 운하 지대
- 미국-스페인 전쟁의 전투
- 미국-스페인 관계

## 참고

### 내용주
1. ↑  스페인 제국은 미국-스페인 전쟁 이후에도 아프리카에 사하라 식민지와 스페인령 기니 등을 식민지로 보유하고 있었다.